# Округ Џексон (Колорадо)
Џексон (енгл. Jackson County) је округ у америчкој савезној држави Колорадо. По попису из 2010. године број становника је 1.394. Седиште округа је град Walden.

## Демографија
Према попису становништва из 2010. у округу је живело 1.394 становника, што је 183 (11,6%) становника мање него 2000. године.
| Група             | 2000.         | 2010.         |
| Белци             | 1.452 (92,1%) | 1.219 (87,4%) |
| Афроамериканци    | 4 (0,3%)      | 0 (0,0%)      |
| Азијати           | 1 (0,1%)      | 1 (0,1%)      |
| Хиспаноамериканци | 103 (6,5%)    | 150 (10,8%)   |
| Укупно            | 1.577         | 1.394         |